# Mende (Tracja)
Mende – kolonia Eretrii na Chalkidyce. Założona w roku 730 p.n.e. jako grecka kolonia. 